# Tomosvaryella kirghizorum
Tomosvaryella kirghizorum är en tvåvingeart som beskrevs av Kuznetzov 1993. Tomosvaryella kirghizorum ingår i släktet Tomosvaryella och familjen ögonflugor. Inga underarter finns listade i Catalogue of Life.